# Robert Plaga
Robert Plaga (* 21. července 1978 Ivančice) je český politik a vysokoškolský pedagog, od prosince 2017 do prosince 2021 ministr školství, mládeže a tělovýchovy ČR v první a poté i druhé Babišově vládě, předtím v letech 2015 až 2017 náměstek ministra školství, mládeže a tělovýchovy ČR, od prosince 2021 do srpna 2022 opět náměstek ministra, v roce 2016 krátce zastupitel Jihomoravského kraje, v letech 2014 až 2018 zastupitel města Brna, do června 2020 člen hnutí ANO. V letech 2022 až 2025 působil jako předseda Rady Národního akreditačního úřadu pro vysoké školství.

## Život
Absolvoval Gymnázium Jana Blahoslava v Ivančicích. V letech 1997 až 2002 vystudoval veřejnou správu, finance, daně a účetnictví na Provozně ekonomické fakultě Mendelovy univerzity v Brně (získal titul Ing.). V oboru hospodářská politika a správa, který studoval v letech 2002 až 2010, pak získal na stejné škole i titul Ph.D.
Pracovní kariéru začínal v letech 2007 až 2010 jako poradce a lektor ve firmě Eurion (ve stejné době působil jako lektor i ve stejnojmenném občanském sdružení). Mezi lety 2009 a 2011 byl konzultantem ve společnosti RBE Consult.
Od roku 2002 učil na Mendelově univerzitě v Brně. Nejprve do roku 2009 na Provozně ekonomické fakultě a pak do roku 2013 na Fakultě regionálního rozvoje a mezinárodních studií (v roce 2011 byl krátce vedoucím Ústavu regionálního rozvoje a veřejné správy).
V prosinci roku 2011 nastoupil na Ministerstvo školství, mládeže a tělovýchovy ČR, kde se stal vrchním ředitelem sekce řízení operačních programů EU (OP Vzdělávání pro konkurenceschopnost a OP Výzkum a vývoj pro inovace). Funkci na ministerstvu, které tehdy vedl Josef Dobeš, však po několika dnech opustil. Zdůvodňoval to tím, že se jeho představy o odborném vedení agendy neshodují s představami ministerstva.
V letech 2012 až 2015 pracoval jako ředitel Centra pro transfer technologií Mendelovy univerzity v Brně. Po rezignaci zvoleného a jmenovaného rektora Vojtěcha Adama, který se vedení Mendelovy univerzity neujal, byl počátkem února 2022 pověřen vedením univerzity z titulu náměstka ministra školství. Školu vedl dva měsíce, na konci března 2022 do funkce rektora nastoupil Jan Mareš.
Robert Plaga žije v Brně, konkrétně v části Medlánky. Je ženatý, má dvě děti.

## Politické působení
Od roku 2012 byl členem hnutí ANO, členství však v červnu 2020 pozbyl se zrušením brněnské buňky hnutí. Po obnově buňky již o členství nepožádal a dle svého vyjádření z března 2021 tak ani nehodlá učinit.
V komunálních volbách v roce 2014 byl za hnutí ANO zvolen zastupitelem města Brna. Ve volbách v roce 2018 již nekandidoval.
V únoru 2015 se stal politickým náměstkem za ANO na Ministerstvu školství, mládeže a tělovýchovy ČR. Na starosti měl řízení sekce vysokého školství, vědy a výzkumu. V krajských volbách v roce 2016 byl za ANO zvolen zastupitelem Jihomoravského kraje. Vzhledem k souběhu funkce s pozicí náměstka ministra však na mandát v listopadu 2016 rezignoval.
Na konci listopadu 2017 se stal kandidátem na post ministra školství, mládeže a tělovýchovy ČR ve vznikající první vládě Andreje Babiše. Dne 13. prosince 2017 jej prezident Miloš Zeman do této funkce jmenoval.
Na konci června 2018 jej Andrej Babiš opět navrhl na post ministra školství, mládeže a tělovýchovy ČR ve své druhé vládě a dne 27. června 2018 jej prezident Miloš Zeman do této vlády jmenoval.
V lednu 2019 se Plaga sešel s ředitelem zpravodajské služby BIS Michalem Koudelkou, aby probrali výuku historie na českých školách.
V dubnu 2021 média spekulovala, že by se Roberta Plagu na postu ministra školství, mládeže a tělovýchovy měl nahradit Karel Rais nebo Patrik Nacher. Mluvčí ministerstva školství Aneta Lednová však později uvedla, že se žádné personální změny na ministerstvu neplánují. V prosinci 2021 se po nástupu nového ministra školství, mládeže a tělovýchovy ČR Petra Gazdíka z nové vlády Petra Fialy stal jeho politickým náměstkem. Od září 2022 se stal předsedou Rady Národního akreditačního úřadu pro vysoké školství a opustil post politického náměstka na ministerstvu. Funkci předsedy Rady NAÚ vykonával do konce června 2025.
Ve volbách do Poslanecké sněmovny PČR v roce 2025 je z pozice nestraníka lídrem hnutí ANO ve Středočeském kraji. Zároveň je zmiňován jako výrazný adept na post ministra školství, mládeže a tělovýchovy ČR.